# UVRV Badhaus
Union Voltigier- und Reitverein (UVRV) Badhaus ist ein österreichischer Voltigierverein in Zell am See - Maishofen im Bundesland Salzburg. 

## Geschichte
Der Verein wurde im November 2003 gegründet und ist im zentralen österreichischen Vereinsregister (ZVR#: 35549569) eingetragen.
Seit der Gründung ist Sabine Frauenschuh Obfrau des Verein. Die Vereinsmitglieder sind zu rund einem Drittel Erwachsene und zu rund zwei Dritteln Kinder und Jugendliche. Sabine Frauenschuh ist zudem Trainerin und Longenführerin und bietet Therapeutisches Reiten an. Der Verein trägt sich durch Mitgliedsbeiträge, Erträge aus Festen und Turnieren, Förderungen und Spenden. Er veranstaltet Kurse und bezuschusst Starts an Voltigier- und Reitturnieren für seine Mitglieder. Der Verein ist in einem Reitstall mit Reitplatz und 3 ha Weiden angesiedelt und stellt die Ausrüstung für Pferd und Reiter zur Verfügung. Das Voltigiertraining wird im Winter in einer Reithalle durchgeführt.

## Erfolge
Erfolgreich war der UVRV Badhaus im Gruppenvoltigieren mit dem dritten Platz beim CVI*** in Stadl-Paura 2023 und einem Sieg im CVI* in Stadl-Paura 2022 auf Aragon Elmar XV mit Sabine Frauenschuh an der Longe.
Im Pas de Deux erreichten Sarah Victoria Köck und Clara Dick im Pas de Deux auf Aragon Elmar XV bei den Junioren mit Sabine Frauenschuh an der Longe in Flyinge in Schweden bei den Weltmeisterschaften den zweiten Platz.
2013 erreichte Vanessa Hutter im Einzel auf Kalinka 13 mit Sabine Frauenschuh an der Longe in Fossalta di Portogruaro in Italien im CVI** den zweiten Platz.
2023 siegte Jasmin Linder im Einzel auf Costellani mit Sabine Frauenschuh an der Longe in der Salzburgarena im CVI*.